# جويل جريفيتس
جويل جريفيتس (بالإنجليزية: Joel Griffiths)‏ (مواليد 21 أغسطس 1979) هو لاعب كرة قدم. يلعب مع منتخب أستراليا لكرة القدم منذ عام 2005.

## وصلات خارجية
- جويل جريفيتس على موقع الاتحاد الدولي (مؤرشف)  (الإنجليزية)
- جويل جريفيتس على موقع رابطة كرة القدم اليابانية للمحترفين (اليابانية)
- جويل جريفيتس على موقع قاعدة بيانات كرة القدم.إي يو (الإنجليزية)
- جويل جريفيتس على موقع ناشيونال فوتبول تيمز (الإنجليزية)
- جويل جريفيتس على موقع Soccerway.com (الإنجليزية)
- جويل جريفيتس على موقع عالم كرة القدم.نت (الإنجليزية)
- جويل جريفيتس على موقع كووورة
- National Football Teams